# Lumpenproletariátus
A lumpenproletariátus (hazai röviditett alakban "lumpen" vagy "lumpi") marxista pejoratív fogalom, a tőkés társadalom perifériájára került, deklasszálódott, lezüllött, részben tartósan munkanélküli, részben bűnözői életmódot folytató, osztálytudattal nem rendelkező egyénekből álló társadalmi réteget jelent. A munkásmozgalom teoretikusai szerint fontos jellemzője a megvesztegethetőség, az erkölcsi ingatagság; az osztályharcban mint réteg reakciós erőként jelenik meg. A marxizmus–leninizmus tanítása szerint a burzsoázia válsághelyzetekben e demoralizált réteget megvásárolható eszközévé teszi, s felhasználja a munkásosztály forradalmainak leverésére, így a lumpenproletariátus az ellenforradalmak tömegbázisának fontos részét alkotja.

## Marx és Engels a lumpenproletariátusról
A lumpenproletariátus kifejezést Karl Marx vezette be A német ideológia című, Friedrich Engelsszel közösen írt könyvükben. Ebben Marx kigúnyolta Max Stirner torz proletariátusfogalmát, mellyel Stirner a proletariátust azonosította a lumpenproletariátussal és a pauperizmussal Stirner proletariátus alatt a következő társadalmi csoportokat értette: tönkrement iparlovagok, kéjnők, tolvajok, rablók, gyilkosok, kártyások, vagyontalan állásnélküliek, könnyelmű emberek, egyes nagyhangúak, csavargók és szellemi csavargók, s Marx a valódi proletariátustól való megkülönböztetésképpen nevezte el ezt a heterogén társadalmi csoportot lumpenproletariátusnak.
A Kommunista kiáltványban a következőképpen említették:
„A lumpenproletariátust, a régi társadalom legalsó rétegeinek ezt a passzív rothadását a proletárforradalom hellyel-közzel belesodorja a mozgalomba, de egész élethelyzete következtében inkább hajlandó arra, hogy magát reakciós üzelmekhez megvásároltassa.”
A 19. század francia történelmében, az 1848-as júniusi munkásfelkelés elfojtása alkalmával, illetve III. Napóleon francia császár hatalomra juttatásában mint szervezett tömegbázis játszott szerepet. Marx Osztályharcok Franciaországban és Louis Bonaparte brumaire tizennyolcadikája című munkáiban részletesebben jellemezte e reakciós réteget:
„A munkásokkal tehát végezni kellett. […] Csak egy kiút maradt tehát hátra: a proletárok egyik részét szembeállítani a másikkal.
Ebből a célból az ideiglenes kormány megalakította a garde mobile egyenként ezer főnyi 24 zászlóalját 15–20 éves fiatalemberekből. Ezek nagyrészt a lumpenproletariátushoz tartoztak, mely minden nagy városban az ipari proletariátustól pontosan megkülönböztethető tömeget alkot, innen toborzódnak a tolvajok és mindenfajta bűnözők, a társadalom hulladékaiból élnek, emberek, akiknek nincs meghatározott foglalkozásuk, csavargók, gens sans feu et sans aveu, akik különböznek ugyan a nemzet műveltségi foka szerint, amelyhez tartoznak, de lazzarone jellegüket sohasem tagadják meg; fiatal korban, amelyben az ideiglenes kormány toborozta őket, teljesen befolyásolhatók, éppúgy képesek a legnagyobb hőstettekre és a leglelkesebb önfeláldozásra, mint a legközönségesebb útonállásra és a legmocskosabb megvesztegethetőségre. Az ideiglenes kormány naponta 1 frank 50 centime-ot fizetett nekik, vagyis megvásárolta őket. Saját egyenruhát adott nekik, vagyis külsőleg megkülönböztette őket a munkászubbonyt viselőktől. Vezetőkül részint az állandó hadsereg tisztjeit osztották be hozzájuk, részint ők maguk választottak fiatal burzsoácsemetéket, akiknek hetvenkedése a hősi halálról és a köztársaság iránti odaadásról megnyerte őket.
Ilymódon a párizsi proletariátussal a saját soraiból kikerült 24.000 ifjonti erőben levő vakmerő ember alkotta hadsereg állott szemben. A proletariátus »éljen«-t kiáltott, amikor a garde mobile végigvonult Párizson. A barikádok élharcosait ismerte fel bennük. A proletárgárdának tekintette őket a polgári nemzetőrséggel szemben. Tévedése megbocsátható volt.”
„[…] Bonaparte kíséretében állandóan ott voltak a December 10-i Társaság tagjai. E Társaság 1849-ben alakult. Jótékonysági társaság alapításának ürügyén a párizsi lumpenproletariátust titkos szekciókba szervezték, minden szekciót bonapartista ügynökök vezettek, az egésznek az élén egy bonapartista tábornok állt. Kétes anyagi eszközökből élő és kétes származású tönkrement rouék mellett, a burzsoázia lezüllött és kalandor vadhajtásai mellett csavargók, kiszolgált katonák, szabadult fegyencek, szökött gályarabok, szélhámosok, utcai mutatványosok, lazzaronék, zsebtolvajok, szemfényvesztők, játékosok, maquereauk, bordélyosok, teherhordók, literátorok, kintornások, rongyszedők, ollóköszörűsök, üstfoltozók, koldusok, egyszóval az egész határozatlan, szertezilált, ide-oda hányódó tömeg, melyet a franciák la bohème-nek neveznek; ezzel a vele rokon elemmel alkotta meg Bonaparte a December 10-i Társaság magvát. »Jótékonysági társaság« – amennyiben az összes tagok, akárcsak Bonaparte, szükségét érezték annak, hogy hogy a dolgozó nemzet költségére jótékonykodjanak önmagukkal. Ez a Bonaparte, aki a lumpenproletariátus főnökeként szervezkedik, aki csakis itt talál rá újból tömeges formában azokra az érdekekre, amelyeket ő személyesen hajszol, aki az összes osztályok eme söpredékében, üledékében, hulladékában felismeri azt az egyetlen osztályt, amelyre feltétlenül támaszkodhatik – ez az igazi Bonaparte, […].”
Engels 1870-ben, amikor számba vette a proletariátus szóba jöhető szövetségeseit, változatlanul vélekedett a lumpenproletariátusról:
„A lumpenproletariátus, ez az összes osztályok lezüllött tagjaiból álló üledék, amely főhadiszállását a nagyvárosokban üti fel valamennyi lehetséges szövetségestárs közül a legrosszabb. Ez a népség abszolúte megvásárolható és abszolúte tolakodó. Ha a francia munkások minden forradalomban a házak falára írták: Mort aux voleurs! Halál a tolvajokra!, és egyeseket agyon is lőttek, ez nem a tulajdon iránti lelkesedésükből, hanem abból a helyes felismerésből fakadt, hogy mindenekelőtt ezt a bandát kell maguktól távoltartaniok. Az a munkásvezér, aki ezt a csőcseléket gárdaként felhasználja, vagy reá támaszkodik, már ezzel a mozgalom árulójának bizonyul.”

## Bakunyin álláspontja
Marx álláspontjával ellentétben, Mihail Bakunyin a legjelentősebb forradalmi erőként tekintett a lumpenproletariátusra, bár fogalmát tágabban értelmezte Marxnál. Nicholas Thoburn szerint: „Bakunyin a forradalmár archetípusát a parasztokban (akik körében a parasztfelkelések tradíciója ugyanúgy megtalálható, mint elterjedt társadalmi formájában, a parasztkommunákban a kommunista őstípusa); a művelt, munkanélküli ifjúságban; a bármely társadalmi osztályból származó, különféle marginális helyzetűekben; a banditákban; a rablókban; az elszegényedett tömegekben találta meg, és a társadalom perifériáin mindazokban, akik menekültek vagy akiket kirekesztettek a társadalomból, illetve még nem integrálódtak a növekvő ipari munka fegyelmébe – röviden mindazokban, akiket Marx a lumpenproletariátus kategóriájába sorolt.”

## Trockij a lumpenproletariátusról
Lev Davidovics Trockij előbb a „nyomornegyedek proletariátusa” kifejezést használta a fasizmus tömegbázisának elemzésében, majd nem sokkal később, egy másik írásában a lumpenproletariátust mint a fasizmus tömegbázisának egyik alkotórészét említette: „A fasiszták tevékenysége révén a kapitalizmus mozgásba hozza a dühöngő kispolgárság tömegeit és a deklasszálódott és demoralizálódott lumpenproletariátus bandáit – mindazt a számtalan embert, akiknek kétségbeesését és őrjöngését a finánctőke maga okozta” – írta 1932-ben.

## Frantz Fanon a lumpenproletariátusról
Frantz Fanon A föld rabjai [1961](Les Damnés de la Terre) című könyvében amellett érvelt, hogy a forradalmi mozgalmak nem rekeszthetik ki a lumpenproletariátust, mivel nézete szerint mind forradalmi, mind ellenforradalmi potenciállal rendelkezik. Állítása szerint a lumpenproletariátus „a gyarmati népek egyik legspontánabb és legradikálisabb forradalmi ereje.” Jack Woddis marxista kritikájában megállapította, hogy Fanon „indokolatlanul nagy jelentőséget tulajdonított a lumpenproletariátusnak”. David Caute kutatásaira hivatkozva felrótta neki, hogy nem tesz különbséget a valódi lumpenproletariátus és a vándorló életmódot folytató parasztok között, mely utóbbiak tényleges forradalmi erőt képviselhetnek. Ezzel szembeállította Amilcar Cabral árnyalt megközelítését, aki megkülönböztette a rendőrségi besúgóvá vált koldusokat, prostituáltakat és más hasonlókat a városba munkakeresési céllal került fiataloktól, akik valódi bázisát alkották a forradalom utánpótlási csapatának. „Ha Fanonnak  volt rá bizonyítéka, hogy a lumpenproletariátus Afrikában más szerepet tölt be, akkor közölnie kellett volna. De vakmerő állítását sehol sem támasztja alá konkrét részletekkel vagy példákkal. Sőt, mint fentebb láthattuk, kizárólag arra hoz fel példát, hogy a lumpenproletariátus a gyarmatosítók oldalára állt – amint ez Algériában, Kongóban és Angolában is történt.” – érvelt könyvében Woddis.

#### Angolul
- Nicholas Thoburn: Deleuze, Marx and Politics. London and New York, Routledge, 2003. 240 p. ISBN 0415282756
- Peter Stallybrass: Marx and Heterogeneity: Thinking the Lumpenproletariat. University of California Press. (Hozzáférés: 2014. szeptember 23.)
- Jean-Claude Bourdin: Marx and the Lumpenproletariat. Actuel Marx 2013/2 (No 54)
- Walt Auerbach: On the Lumpenproletariat: An historical reconstruction and a conceptual critique. Prometeo NYC. [2020. augusztus 4-i dátummal az eredetiből archiválva]. (Hozzáférés: 2019. február 15.)

#### Németül
- Peter Bescherer: Vom Lumpenproletariat zur Unterschicht – Produktivistische Theorie und politische Praxis. Campus Verlag, Frankfurt – New York, 2013. ISBN 9783593399737

## Fordítás
- Ez a szócikk részben vagy egészben a Lumpenproletariat című angol Wikipédia-szócikk ezen változatának fordításán alapul.  Az eredeti cikk szerkesztőit annak laptörténete sorolja fel. Ez a jelzés csupán a megfogalmazás eredetét és a szerzői jogokat jelzi, nem szolgál a cikkben szereplő információk forrásmegjelöléseként.

## Lásd még
- Közveszélyes munkakerülés